# Фуџиномија
Фуџиномија (јап. 富士宮市) град је у Јапану у префектури Шизуока. Према попису становништва из 2005. у граду је живело 121.779 становника.

## Становништво
Према подацима са пописа, у граду је 2005. године живело 121.779 становника.
| 1995.   | 2000.   | 2005.   |
| ------- | ------- | ------- |
| 119.536 | 120.222 | 121.779 |